# آی‌دوغدو (آماسیه)
آی‌دوغدو (به ترکی استانبولی: Aydoğdu) یک منطقهٔ مسکونی در ترکیه است که در آماسیه واقع شده‌است.